# 1933 a sportban
1933 főbb sporteseményei a következők voltak:
- Az Újpest nyeri az NB1-et. Ez a klub harmadik bajnoki címe.

## Születések
- ? – Chick Gillen, ír ökölvívó († 2020)
- január 6. – Lenny Green, amerikai baseballjátékos († 2019)
- január 7. – Diane Leather, Európa-bajnoki ezüstérmes angol atléta, középtávfutó († 2018)
- január 11. – Haág Ervin, magyar sakkozó, nemzetközi mester, mesteredző, szakíró († 2018)
- január 16. – Eberhard Ferstl, olimpiai bronzérmes német gyeplabdázó († 2019)
- január 29. - Jim Cross, amerikai egyetemi jégkorongedző († 2020)
- február 1. - Wendell Anderson, olimpiai és világbajnoki ezüstérmes jégkorongozó († 2016)
- február 14. - Bencsik János, magyar labdarúgó, edző († 1996)
- február 15. - Günter Brümmer, világbajnoki ezüstérmes német kajakos († 2020)
- február 16. - Elbert Dubenion, amerikai amerikaifutball-játékos († 2019)
- február 26. - Irina Anatoljevna Begljakova, olimpiai ezüstérmes szovjet-orosz atléta, diszkoszvető († 2018)
- február 28. - Charles Vinci, olimpiai és pánamerikai játékok bajnok, világbajnok ezüstérmes amerikai súlyemelő († 2018)
- március 6. - Ilku István, magyar válogatott labdarúgó († 2005)
- március 7. - Jackie Blanchflower, északír válogatott labdarúgó, hátvéd († 1998)
- március 11. - Saïd Amara, algír válogatott labdarúgó, edző († 2020)
- március 17. - Piet Ouderland, holland válogatott labdarúgó, csatár († 2017)
- március 20. - Azeglio Vicini, olasz labdarúgó, fedezet, edző († 2018)
- április 3.
  - Gyenge Valéria, olimpiai és Európa-bajnok magyar úszó
  - Gilberto Penayo, paraguayi válogatott labdarúgó († 2020)
- április 4.
  - Kanizsa Tivadar, olimpiai bajnok magyar vízilabdázó († 1975)
  - Bapu Nadkarni, indiai válogatott krikettjátékos († 2020)
- április 5. – Szalatnai Judit, Európa-bajnoki bronzérmes magyar evezős, síelő, vitorlázó, edző († 2016)
- április 16. – Honfi Károlyné (Gurszky Lujza), magyar sakkozó, női nemzetközi mester, magyar bajnok († 2010)
- április 25. – Muhamed Mujić, olimpiai és Európa-bajnoki ezüstérmes jugoszláv válogatott bosnyák labdarúgó, csatár, edző († 2016)
- április 29. – Ed Charles, World Series bajnok amerikai baseballjátékos († 2018)
- április 30. – Mészáros István, világbajnok magyar kajakozó († 1994)
- május 6. – Jack Fennell, angol rögbijátékos († 2019)
- május 23. – Sergio Gonella, olasz nemzetközi labdarúgó-játékvezető, bankár († 2018)
- május 31. – Ambrus Miklós, olimpiai és Európa-bajnok magyar vízilabdázó († 2019)
- június 2. – Huszka Mihály, világ és Európa-bajnoki ezüstérmes magyar súlyemelő, edző, olimpikon († 2022)
- június 12. – Ivar Nilsson, világbajnoki bronzérmes svéd gyorskorcsolyázó, olimpikon († 2019)
- június 13.
  - Lengyel Levente, nemzetközi magyar sakknagymester, mesteredző († 2014)
  - Sven-Olov Sjödelius, olimpiai bajnok svéd kajakozó († 2018)
- június 14. – Parker MacDonald, kanadai jégkorongozó, edző († 2017)
- június 15.
  - Mark Jones, angol labdarúgó, a Manchester United FC csatára 1953 és 1958 között. Egyike annak a nyolc játékosnak, akik a müncheni légikatasztrófában vesztették életüket († 1958)
  - Paul Wolfisberg, svájci labdarúgó, csatár, edző, szövetségi kapitány († 2020)
- június 22. – Bob Bennett, amerikai egyetemi baseballedző, National College Baseball Hall of Fame-tag († 2020)
- július 2. – Kenny Wharram, Stanley-kupa-győztes kanadai jégkorongozó († 2017)
- július 10. – Csányi József, magyar labdarúgó, fedezet, edző († 2016)
- július 28. – Maurice Moucheraud, olimpiai bajnok francia kerékpáros († 2020)
- július 29. – Colin Davis, brit autóversenyző, Formula–1-es pilóta († 2012)
- augusztus 1. – Kovalik Ferenc, magyar labdarúgó, kapus († 1994)
- augusztus 18. – Just Fontaine, spanyol felmenőkkel rendelkező, világbajnoki bronzérmes francia labdarúgó, csatár († 2023)
- augusztus 21. – Ted Phillips, angol labdarúgó, csatár († 2018)
- augusztus 25. – Pedro Cubilla, uruguayi válogatott labdarúgó, edző († 2007)
- augusztus 26. – George Welsh, amerikai amerikaifutball-edző († 2019)
- augusztus 27. – Hámori Jenő, olimpiai és világbajnok magyar kardvívó, biokémikus
- szeptember 3. – Basil Butcher, guyanai válogatott krikettjátékos († 2019)
- szeptember 5. – Bernt Andersson, svéd labdarúgó, edző († 2020)
- szeptember 12. – Len Allchurch, walesi válogatott labdarúgó, csatár († 2016)
- szeptember 13. – Bent Hansen, olimpiai ezüstérmes dán válogatott labdarúgó († 2001)
- szeptember 14. – Vasas Mihály, magyar válogatott labdarúgó, edző
- szeptember 17.
  - Evelyn Kawamoto, olimpiai bronzérmes amerikai úszó († 2017)
  - Jiří Lanský, kétszeres Európa-bajnoki ezüstérmes cseh magasugró († 2017)
- szeptember 19.
  - Norbert Eschmann, francia születésű svájci válogatott labdarúgó-középpályás, edző († 2009)
  - Fenyvesi Máté, magyar válogatott labdarúgó, állatorvos, politikus  († 2022)
- szeptember 21. – Anatolij Fjodorovics Krutyikov, Európa-bajnok orosz labdarúgó, edző († 2019)
- szeptember 24. – Beppo Mauhart, osztrák menedzser, sportvezető († 2017)
- szeptember 29. – Josef Kadraba, csehszlovák válogatott cseh labdarúgó († 2019)
- október 1. – Barna Sándor, magyar bajnok magyar labdarúgó, kapus († 2001)
- október 2. – Giuliano Sarti, olasz válogatott labdarúgó kapus († 2017)
- október 18. – Helmut Nonn, olimpiai bronzérmes német gyeplabdázó
- október 20. – Emilia Vătășoiu-Liță, kétszeres olimpiai és világbajnoki bronzérmes román szertornász, edző, nemzetközi tornabíró
- október 31. – Eduard Iszaakovics Sklovszkij, szovjet nemzetközi labdarúgó-játékvezető
- november 6. – Knut Johannesen, olimpiai, világ- és Európa-bajnok norvég gyorskorcsolyázó
- november 9.
  - Ed Corney, amerikai testépítő († 2019)
  - Egil Danielsen, olimpiai bajnok norvég atléta, gerelyhajító († 2019)
  - Geoff Gunney, angol rögbijátékos, edző († 2018)
- november 15. – Tom Daley, angol labdarúgó, edző († 2020)
- november 17. – Alan Harrington, walesi válogatott labdarúgó, hátvéd († 2019)
- november 19. – Floyd Hillman, kanadai jégkorongozó († 2020)
- november 22. – Merv Lincoln, ausztrál középtávfutó, olmipikon († 2016)
- november 29. – Ian Cushenan, Stanley-kupa-győztes kanadai jégkorongozó († 2020)
- december 8. – Bernardo Bello, chilei válogatott labdarúgó († 2018)
- december 25. – Basil Heatley, olimpiai ezüstérmes brit atléta, hosszútávfutó († 2019)
- december 27. – José Sasía, uruguayi válogatott labdarúgó, edző († 1996)
- december 28. – Fantusz Zsuzsanna, világbajnoki bronzérmes magyar asztaliteniszező

## Halálozások
| Halálozás      | Név              | Nemzetiség, sportág, eredmények                                                   | Születés |
| -------------- | ---------------- | --------------------------------------------------------------------------------- | -------- |
| január 9.      | Daphne Akhurst   | Australian Open bajnok ausztrál teniszező                                         | 1903     |
| február 18.    | James J. Corbett | világbajnok amerikai nehézsúlyú ökölvívó                                          | 1866     |
| február 22.    | Bill Shettsline  | amerikai baseball menedzser, csapattulajdonos és amerikaifutball csapat menedzser | 1863     |
| április 23.    | Tim Keefe        | amerikai baseballjátékos, National Baseball Hall of Fame and Museum tag           | 1857     |
| szeptember 16. | George Gore      | amerikai baseballjátékos és menedzser                                             | 1854     |
| október 2.     | Mike McGeary     | amerikai baseballjátékos és menedzser                                             | 1850     |
| október 10.    | Joe Kostal       | amerikai baseballjátékos                                                          | 1876     |
| október 22.    | Bobby Clack      | amerikai baseballjátékos                                                          | 1850     |
| december 22.   | Osvald Moberg    | olimpiai bajnok svéd tornász                                                      | 1888     |
| december 27.   | Fred Buelow      | amerikai baseballjátékos                                                          | 1876     |